# La Plus Belle des laides
 (avril 2013).
La Plus Belle des laides (en espagnol : La fea más bella) est une série télévisée mexicaine produite par Televisa Rosy Ocampo RCN licence. Il s'agit d'une adaptation mexicaine de la série télévisée colombienne, Yo soy Betty, la fea. Elle a été diffusée en 2006 et 2007. Les acteurs principaux sont Angelica Vale et Jaime Camil, ainsi que dans les rôles antagonistes, Patricia Navidad, Raul Magana et des performances stellaires par Elizabeth Álvarez, Sergio Mayer, Angélica María et José José.
Elle a été considérée comme la « meilleure série télévisée 2007 » en raison de son taux d'audience élevé. De plus, l'épisode final a été diffusé sur Canal de las Estrellas le dimanche 25 février 2007.

## Synopsis
Leticia Solis Padilla, « Lety », est une fille intelligente mais peu attrayante, assez laide. Elle est diplômée en sciences économiques, en informatique, elle est multilingue, et surtout elle est un génie de la finance. À cause de son physique, elle ne peut pas trouver de travail. Prête à tout pour trouver un emploi, Lety décide d'en accepter un même si celui-ci est largement inférieur à ses compétences. Elle accepte donc un poste de secrétaire au sein d'une célèbre société de productions vidéos où la laideur est considérée comme tabou. La société de production « Concepts » a été fondée par deux amis : Don Mendiola Humberto et Julio Villarroel. Malheureusement, peu de temps après son arrivée dans la société, la famille Villaroel meurt dans un accident et c'est Don Humberto et son épouse Teresita qui vont devoir prendre soin des enfants orphelins des Villaroel : Ariel, Marcia et Ana Leticia, ainsi que de l'entreprise en pleine expansion.
Fernando Mendiola, fils de Don Humberto, est un jeune cadre, brillant et BCBG. Il est le fils de Don Humberto, sa fiancée est Marcia et, depuis le départ à la retraite de son père, il est devenu le nouveau président de « Concepts ». Son plus grand rival est Ariel Villalorel contre qui il a gagné la présidence grâce au vote en sa faveur de Marcia. Le projet en concurrence contre Ariel que Fernando a déposé est un projet ambitieux, mais mal monté. Ariel, est un homme arrogant et ambitieux qui n'a de cesse de surveillé Fernando car il vise le poste de président.  
Lety est en compétition pour le poste de secrétaire avec la belle Alicia Ferreira, une femme frivole, très attractive mais sans expérience au travail. Cependant comme elle est une amie de Marcia, cette dernière a besoin d'Alicia afin de surveiller son fiancé Fernando. En fait Marcia se bat avec Fernando pour que celui-ci accepte son amie Alicia au poste de secrétaire. Cependant Fernando ne se laisse pas influencer par sa fiancée et décide donc d'engager la plus compétente, c'est-à-dire Lety même si celle-ci n'a pas l'aspect physique requis pour ce poste. Finalement, les deux seront embauchées, Alicia au sein des relations publiques et Lety comme secrétaire à part entière, chargée de traiter le courrier, le téléphone, les archives, etc. Elle accomplit tout ce travail, bien entendu en empiétant sur son temps personnel.  
En fait le talent et la sympathie de Lety lui permettront d'obtenir toute la confiance de Fernando ainsi que l'amitié de certaines des autres secrétaires qui, dès lors, seront appelées « le groupe des laides ». À cause de l'ambitieux projet de Fernando avec lequel il a obtenu la présidence de Concepts, la société se retrouve alors quelque peu endettée. Pour pallier ce problème, Fernando et Lety créent donc une société fictive appelée « Images de Films » dont le seul but est de prêter de l'argent à la société Concepts déjà endettée auprès de toutes les banques. C'est Lety qui enregistre à son nom la société « Images de Films », elle en devient donc légalement la directrice générale. La société est donc basée à l’adresse personnelle de Lety. Elle va alors laisser la gérance de cette société à son unique et meilleur ami Thomas Mora. Thomas est un jeune homme très intelligent, sympathique mais laid. Grâce à l'argent que Fernando lui a confié afin de le placer en bourse et ainsi générer des profits, Thomas a pu ouvrir sa société. Lety, de son côté, tombe éperdument amoureuse de son patron Fernando réputé coureur de jupons. Lors d'une séance de divination avec Juana la femme de ménage de la société, celle-ci lui annonce qu'elle va rencontrer un homme qui changera sa vie, tout comme elle changera la vie de cet homme. 
La société Concepts est arrivée à un point où l'argent que lui donne « Images de Films » n'est plus suffisant pour la sauver de la banqueroute. Fernando décide alors de se saisir de sa propre société avant que les banques ne la lui prenne. En effet, il souhaite absolument conserver le patrimoine que lui a transmis son père. Fernando décide alors de donner la gestion de la société à Lety pour lui permettre de faire les manipulations nécessaires afin qu'à chaque réunion du comité, les comptes apparaissent en positif et qu'ainsi le comité se félicite d'avoir pris Fernando comme Président. Ces manœuvres vont durer quelques mois jusqu’à ce que le vice-président Omar Carjaval, qui est également le meilleur ami de Fernando, se mette à douter de l'honnêteté de Lety. Omar va influencer Fernando et tous deux vont alors faire la cour à Lety afin de profiter de son expérience pour maintenir la société à flot. Fernando va donc commencer à sortir avec Lety. De son côté, Lety a du mal à croire que Fernando soit prêt à trahir sa belle fiancée avec elle qui est loin d'être belle. En fait Lety ne sait pas que les raisons de Fernando sont uniquement pécuniaires et à cause de son côté naïf, honnête et sensible, elle va donc croire en cet amour. Plus tard Lety va découvrir une carte écrite par Omar expliquant à Fernando leur plan (Omar nomme Lety du surnom de Cargole). Lety, dévastée par le chagrin, va donc prendre la décision de révéler toute la vérité concernant les problèmes de la société et donner du même coup sa démission. 
Le jour même où Lety révèle toute la vérité, Marcia Villaroel découvre la tromperie de Fernando et Leticia (Lety) à travers les lettres que Fernando envoyaient à Lety et que celle-ci a jetées à la poubelle. Pour Marcia, il est impossible d'imaginer que Fernando aime Lety jusqu'à ce que Fernando le lui confirme. Du fait de ses mésaventures, Lety décide de partir en voyage à Acapulco en tant qu'assistante personnelle de Caroline Angeles, une amie de Fernando et Marcia qui n'a aucun préjugé sur la beauté. Là-bas, Lety va rencontrer Aldo Domensaín, un pêcheur qui la sauvera de la noyade. Aldo va enseigner à Lety le respect d'elle-même, et petit à petit une solide amitié va les lier. Très vite Aldo va se sentir attiré par la beauté intérieure de Lety et l'embrassera à deux reprises.
Après le chaos que Lety a laissé chez Concepts à la suite de son départ, Humberto Mendiola qui était à la retraite, revient dans l'entreprise afin de mettre de l'ordre, et pour cela, il demande à Leticia de revenir chez Concepts de manière à clarifier la situation. Fernando quant à lui se remet à faire la cour à Lety et pour cela il n'hésite pas à entrer en contact avec Erasmo Padilla (le père de Lety pour qui Fernando a le plus grand respect et qui, jusqu'à présent, n'avait rien soupçonné de la situation). Leticia, de son côté, va retourner au Mexique sur ordre de Erasmo et Humberto qui vont reprendre la direction de Concepts afin de solder la dette et plus tard rendre la société à ses véritables propriétaires mais sous certaines conditions, à savoir, Thomas Mora sera le vice-président financier, son père le comptable de la société, Fernando restera en tant qu'actionnaire et Marcia ne devra pas démissionner. Finalement tout le monde accepte les conditions.
Fernando cherche désespérément Lety et lui avoue son amour plus d'une fois, mais elle ne le croit pas. Aldo de son côté est responsable d'un projet "D'association de restaurateurs" pour lequel on lui demande de se rendre au Mexique afin de chercher Lety. Ce projet consiste en une entreprise commerciale qui a pour objectifs le "tourisme culinaire" à l'échelle nationale et internationale, ceci afin de générer des bénéfices suffisants pour payer la première partie de la dette de Concepts estimée par le juge à  2 166 666,66 dollars. Lorsque Fernando se rend compte de l'attitude de Lety à l'égard d'Aldo, il devient jaloux. Cette jalousie l'amène à se battre plus d'une fois contre Aldo. Quant au projet "tourisme culinaire", Thomas s'aperçoit que les bénéfices qu'il comptait générer ont été rendus impossibles en raison de Luigi Lombardi, directeur de la publicité, qui a dépassé les coûts de production. Leticia convoque alors le conseil d'administration et démissionne de la présidence du comité. Heureusement, grâce à l'intervention de son père, elle renonce finalement à sa démission. Fernando, quant à lui, démissionne et décide de se rendre à New York où il a rencontré Carla Santiváñez, une femme d'affaires qui l'a aidé dans le projet de tourisme culinaire. Carla tombe amoureuse de Fernando. Marcia, qui ne savait pas que Lety avait repris la Présidence, décide de lui avouer que Fernando est réellement amoureux d'elle afin que Lety reprenne la présidence. Leticia se rend compte alors que ce que Fernando disait était vrai et elle décide de partir retrouver Fernando pour fuir avec lui dans un lieu où ils pourront vivre leur amour. Fernando demande Lety en mariage, mais celle-ci ne répond rien. Lorsqu'ils reviennent à la société le lendemain, Aldo découvre Lety et Fernando en train de s'embrasser et comprend qu'ils se sont réconciliés. Aldo leur explique qu'il a racheté la dette de Concepts grâce à l'argent de la vente de son bateau, de son restaurant, de sa maison, pensant ainsi libérer Lety et partir vivre avec elle à Acapulco. La réalité étant autre, Aldo part très déçu. Fernando découvre que Lety se sent mal à l'aise avec lui et décide de lui rendre sa liberté afin qu'elle puisse faire son choix. Lety étame alors une relation avec Aldo. Ils s'engagent alors l'un envers l'autre. En conséquence Fernando décide partir pour Rio de Janeiro. Cependant, avant qu'il ne parte, Aldo se rend compte que l'amour de Fernando et Lety est vraiment très fort. Par amour pour Lety, il décide de partir pour les laisser libres de vivre leur amour. Fernando et Lety se marient et parviennent à surmonter tous les obstacles qui s'opposaient à leur grand amour.

## Distribution
- Angélica Vale : Leticia Padilla Solis, dite Letty / Aurora Mayer de Salinas
- Jaime Camil : Fernando Saenz Mendiola
- Elizabeth Alvarez : Marcia Villaroel
- Patricia Navidad : Alicia Ferreira
- Angélica María : Julieta Solis Padilla
- José José : Erasmo Padilla Galarza
- Carlos de la Mota : Eduardo Mendoza
- Raul Magana : Ariel Villarroel
- Juan Soler : Aldo Domenzain
- Agustín Arana : Omar Carvajal
- Luis Manuel Avila : Thomas Mora
- Carlos Bracho : Humberto Mendiola
- Julissa : Thérèse Saenz de Mendiola
- Patricia Reyes Spíndola : Tomasa Gutierrez de Mora
- Niurka : Paula Maria Fuentes
- Rosita Pelayo : Lola Rodriguez Guerrero
- Luz Maria Aguilar : Irma Ramirez, dite Irmita
- Maribel Fernandez : Martha Munoz Hurtado
- Raquel Garza : Sara Patino
- Gloria Izaguirre : Juana Valdes
- Nora Salinas : Anges Caroline
- Adriano Zendejas : Fernando Mendiola (enfant)
- Rebeca Mankita : Ana Leticia Villarroel
- Adriana Ahumada : Adriana Rodriguez Guerrero
- Alejandro Correa : Cuco Rodriguez Guerrero
- Bonavides Carlos : Efren Rodriguez
- Sergio Acosta : Raul Lopez
- Jose Luis Cordero « Pocholo » : Paco Muñoz
- Erick Guecha : Celso Duran
- Juillet Mannino : Simon Joseph Contreras, dit Saimon
- Arath Tour : Louie
- Aitor Iturrioz : Rafael
- Aleida Núñez : Yazmin Garcia
- Isabella Camil : Isabella du comte
- Roberto Palazuelos : Pierre Barman
- Sharis Cid : Paulina
- Mariana Seoane : Karla Santibanez
- Jacqueline Bracamontes : Magaly Ruiz Esparza
- Laisha Wilkins : Carmina Muñiz / Clara Muñoz
- Zaneta Seilerova : Pilar Zacharie
- Alfonso Iturralde : Jacks Reinard
- Oscar Traven : Ricky Armstrong
- Frances Ondiviela : Diana Medina
- Fernanda Castillo : Monica
- Joana Benedek : Cristina Riva Palacio
- Archie Lanfranco : Lic Sources
- Mayrín Villanueva : Jacqueline Palacios
- Anais : Anais
- Ruben Morales : Armando
- Patricia Manterola : elle-même
- Ricardo Montaner : lui-même
- Pilar Montenegro : elle-même
- Yuri : elle-même
- Mario Limantour : Marito
- Eduardo Rodriguez : Lalo
- Gerardo Murguia : Octavio
- Manuel Ojeda : Luis
- Manuel Landeta : Esteban
- Juan Carlos Casasola : Jorge
- Juillet Monterde : Rafael
- Alicia Encinas
- Rosangela Balbo
- Îles Benjamin
- Alejandro Ruiz : Maria Paula Amant
- Benny Benassi : Benny
- Carlos Chambre : Fausto Domenzain
- Eugenio Derbez : Armando Hoyos
- Felipe Nájera : Designer
- Gilberto de Anda
- Lidia Avila : elle-même
- Luis Couturier : Jorge
- Malillany Marin : Dora
- Mauricio Barcelata : Shorman
- Miguel Pizarro : Pilot
- Nuria Bages : elle-même
- Raul Padilla « Chóforo » : M. Rosales
- Silvia Mariscal : Mama Luigi
- Ernesto Calzadilla : Eduardo
- Adrian Martinon

## Récompenses et nominations

### Awards 2007 pour le feuilleton
| Récompense                       | Personne                                           | Résultat     |
| -------------------------------- | -------------------------------------------------- | ------------ |
| Meilleure série télévisée        | Rosy Ocampo                                        | Vainqueur    |
| Meilleure actrice principale     | Angélica Vale                                      | Vainqueur    |
| Acteur principal                 | Jaime Camil                                        | Nommé        |
| Meilleure actrice antagoniste    | Patricia Navidad                                   | Nommé        |
| Meilleur acteur antagoniste      | Raul Magana                                        | Nommé        |
| Meilleure actrice principale     | Angélica María                                     | Nommé        |
| Meilleur acteur de premier plan  | Carlos Bracho                                      | Nommé        |
| Meilleur second rôle féminin     | Elizabeth Alvarez                                  | Vainqueur    |
| Meilleur second rôle féminin     | Nora Salinas                                       | Nommé        |
| Meilleur acteur de soutien       | Agustín Arana                                      | Nommé        |
| Meilleur acteur de soutien       | José José                                          | Vainqueur    |
| Meilleur acteur de soutien       | Sergio Mayer                                       | Nommé        |
| Meilleure performance des jeunes | Erick Guecha                                       | Nommé        |
| Meilleure direction stade        | Sergio Jimenez Salvador Garcini Rodrigo GH Zaunbos | Les gagnants |
| Meilleure musique thème          | Banda El Recodo                                    | Vainqueur    |

- Prix spécial pour le programme favori du public

### Premier Awards 2007[1]
| Récompense                   | Personne      | Résultat  |
| ---------------------------- | ------------- | --------- |
| Meilleure actrice principale | Angélica Vale | Vainqueur |
| Acteur principal             | Jaime Camil   | Vainqueur |

### Premier Awards 2008[2]
| Récompense                   | Personne      | Résultat |
| ---------------------------- | ------------- | -------- |
| Meilleure actrice principale | Angélica Vale | Gagnant  |

## Bande sonore

### La fea más bella Vol 1
1. La Fea Mas Bella - Angelica Vale et Jaime Camil
2. Le Club de la laideur - Banda El Recodo
3. Simple - Daniela Romo
4. Avec Your Love - Pandora
5. Haria impossible - El Coyote et sa bande de Terre Sainte
6. Suivez votre route - Graciela Beltran
7. La vérité - Kings Of Leon
8. Revenez nous voir bientôt - The Originals
9. Je veux me marier - Control
10. Lucero De Mi Alma - Emilio Navaira
11. The Eternal - Celso Piña
12. Je vais prendre une photo - Tiziano Ferro

### La fea más bella Vol 2
1. La Fea Mas Bella - Margarita et Bacilos
2. Votre beauté est un mystère - Angelica Vale et Jaime Camil
3. Le propriétaire Of My Life - Anges
4. Man Wanted - Niurka Marcos
5. Le Club de la laideur - Banda El Recodo
6. Je serai là - Angelica Vale
7. La Fea Mas Bella - Bacilos
8. Canalla - Margarita
9. Secrétaire - hommes Band
10. Mi Bombon - Margarita
11. Besala Ya - Celso Pina et Bacilos
12. Ils aiment le  Bonus Track Cu-Margarita  (Karaoke)